# アイスホッケー女子日本代表
アイスホッケー女子日本代表（アイスホッケーじょしにほんだいひょう）は、オリンピックを始めとするアイスホッケーの国際大会に出場する日本アイスホッケー連盟による女子ナショナルチームである。
日本のアイスホッケー女子の競技人口は2014年現在、1500人余りとなっている。
愛称は「スマイルジャパン」（2013年に決定）。

## 歴史
1990年、第1回女子アイスホッケー世界選手権に初出場して最下位。翌大会以降は予選で敗れて世界選手権（1992、1994、1997）に出場できないまま、1998年長野オリンピックに開催国枠でオリンピックに初出場したが、世界の強豪の前に5戦全敗で6チーム中最下位に終わる。
1999年、この年より創設された世界選手権グループBの決勝でノルウェーを7-1で破って優勝。翌2000年はトップディヴィジョンに昇格したが最下位になり、1年でディヴィジョンIに降格。2001年2月にスイスで行われた2002年ソルトレークシティオリンピック予選は2分1敗で敗退した。
2004年11月、ロシアのポドリスクで行われた2006年トリノオリンピック予選はロシア、チェコと同グループなり、チェコに4-1で勝利した後のロシア戦は得失点差の関係で引き分けでも予選通過が決まる状況だったが2-3で敗れて敗退した。
2007年の世界選手権ディヴィジョンIは全勝で優勝してトップディヴィジョンに昇格。

### 飯塚祐司監督時代
2008年2月、飯塚祐司が監督に就任。4月の世界選手権トップディヴィジョンでは、7-9位決定リーグ戦で中国を3-1で破って9チーム中7位になり、初めてトップディヴィジョン残留に成功（2013年大会終了時点で最高順位）。しかし、同年11月に上海で開催された2010年バンクーバーオリンピック予選ではチェコに3-2、ノルウェーに3-1で2連勝したが、最終戦で中国に0-2で敗れて予選通過に失敗した。世界選手権でも翌2009年大会8位でディヴィジョンIに降格。
2012年2月、元アイスホッケー女子カナダ代表のトリノ・バンクーバー両オリンピック金メダリスト・カーラ・マクラウドをコーチに招聘。11月にはメンタルトレーナーも招聘。コーチらはチームに笑顔・明るさをもたらし、2013年2月にスロバキアのポプラトで開催された2014年ソチオリンピック最終予選では、初戦のノルウェー戦で3点を先行されたが、4点を入れ返して逆転勝利。2戦目のスロバキア戦はGWSの末、0-1で敗れたが、最終デンマーク戦を5-0で大勝してグループ1位となり、初めて予選を突破してのオリンピック出場が決定。予選後、笑顔というコンセプトを持ち続けて勝利を勝ち取った選手らの希望によりチームの愛称が「スマイルジャパン」に決まった。同年4月の世界選手権ではディヴィジョンI優勝を達成し、トップディヴィジョンに昇格。
2013年、大学生時代にアイスホッケー部を創設した高須克弥が個人スポンサーに名乗り出たが、他のスポンサーとの兼ね合いもあり、日本アイスホッケー連盟への援助となった。
2014年2月、ソチオリンピックでは予選リーググループBでスウェーデンに0-1、ロシアに1-2と世界ランクで格上の相手に善戦したが得点力不足で惜敗し、予選リーグでの敗退が決定。その後は五輪初勝利をかけて予選リーグ第3戦ドイツ戦、順位決定予備戦ロシア戦、7･8位決定戦ドイツ戦を闘ったが、いずれも敗れて初勝利をあげることはできなかった。5試合で127本のシュートを打ちながら6得点にとどまり、19回あったパワープレーで1得点もあげることができず、決定力不足であった。

### 藤沢悌史監督時代
2014年6月、飯塚監督やマクラウドコーチらが退任し、コーチの藤沢悌史が監督に就任した。11月、ソチオリンピック最下位の日本は2014年世界選手権ディヴィジョンIAで優勝したチェコと2015年世界選手権トップディヴィジョン出場権をかけて、新横浜スケートセンターで2戦先勝方式の入れ替え戦を行った。第1戦で勝利した日本は第2戦を落としたが最終第3戦を2-1で辛勝し、通算2勝1敗でトップディヴィジョン残留が決定した。
2015年3月開幕の世界選手権の予選リーグでは2位と勝ち点差1の3位で突破できなかったが、ソチオリンピック4位の開催国スウェーデンとドイツを破った。トップディヴィジョン残留決定戦でもドイツに2連勝して残留が決定した。
2016年3月の世界選手権では、予選リーグでスイス・チェコ・スウェーデンに敗戦。トップディヴィジョン残留決定戦でもスイスに2連敗し、翌年大会のディビジョンIグループAへの降格が決定した。なお、この大会後の世界ランキングは1位アップの7位となり、平昌オリンピック最終予選のホーム開催権利を得た。

### 山中武司監督時代
2016年6月限りで藤沢監督が退任し、7月に山中武司が監督に就任した。12月、チェコで開催された4 Nations Tournamentに出場。チェコ、スイス、オーストリアと対戦して3連勝した。
2017年2月に苫小牧で開催された平昌オリンピック最終予選では、初戦のオーストリア戦を6-1で大勝し、2戦目のフランス戦も4-1で勝利、最終ドイツ戦も3-1で勝利してグループ1位となり、予選を突破してのオリンピック2大会連続出場が決定。一度もリードされることなく、予選初日からグループ1位を維持する全勝での突破となった。同月に札幌で開催されたアジア大会では、全試合で勝利し6度目の出場で初優勝を決めた。
4月の世界選手権は全勝優勝し、トップディヴィジョン昇格を決めた。オリンピック直前の強化試合、12月のロシア戦、2018年1月から2月にかけてのドイツ、チェコ戦（各2試合）では5連勝し、オリンピック本番を迎えた。
2月10日のスウェーデン戦は第3ピリオドに勝ち越しを許して1-2で惜敗した。12日のスイス戦も1-3で敗れ準々決勝進出はならなかったが、14日の韓国・北朝鮮合同チーム戦は4-1で制し、オリンピック初勝利をあげた。18日の順位決定予備戦では延長戦の末、2-1でスウェーデンに雪辱している。20日の5･6位決定戦では0-1でスイスと対戦して再び敗れ、6位で大会を終えた。

### 飯塚祐司監督（再任）時代
2018年7月、山中体制でコーチを務めていた飯塚祐司が4年ぶりに監督に復帰。2020年4月24日に2020年世界ランキングが発表され、6位の日本はこの時点で2022年北京オリンピックの出場権を獲得した。
2021年世界選手権は歴代最高の6位となった。
北京オリンピックでは、スウェーデンに3-1、デンマークに6-2で勝利して2連勝スタート。第3戦中国戦は1-1からの延長でも決着がつかずPS戦で敗れたが、第4戦チェコ戦は2-2からのPS戦で勝利し、勝ち点9の予選リーググループB1位で初の準々決勝進出が決定した。準々決勝はグループA3位で世界ランク3位のフィンランドと対戦し、序盤から主導権を握られて1-7で敗退した。

## 主な成績

### オリンピック
GP:試合数、W:60分勝利、OTW:延長戦勝利、SOW:シュートアウト勝利、T:引分、SOL:シュートアウト負け、OTL:延長戦負け、L:60分負け、順位()内は出場チーム数
| 大会     | GP | W | OTW | SOW | T | SOL | OTL | L | 順位      | 備考         |
| -------- | -- | - | --- | --- | - | --- | --- | - | --------- | ------------ |
| 1998長野 | 5  | 0 | 0   | 0   | 0 | 0   | 0   | 5 | 6位（6）  |              |
| 2014ソチ | 5  | 0 | 0   | 0   | 0 | 0   | 0   | 5 | 7位（8）  |              |
| 2018平昌 | 5  | 1 | 1   | 0   | 0 | 0   | 0   | 3 | 6位（8）  |              |
| 2022北京 | 5  | 2 | 1   | 0   | 0 | 1   | 0   | 1 | 6位（10） | 準々決勝進出 |

### 世界選手権
- 1990年 - グループA 8位
- 1999年 - グループB 優勝
- 2000年 - グループA 8位
- 2001年 - ディビジョンI 2位
- 2003年 - ディビジョンI 優勝
- 2004年 - トップディビジョン 9位
- 2005年 - ディビジョンI 2位
- 2007年 - ディビジョンI 優勝
- 2008年 - トップディビジョン 7位
- 2009年 - トップディビジョン 8位
- 2010年 - ディビジョン1　オリンピックイヤーにより未開催
- 2011年 - ディビジョンI 東日本大震災のため派遣中止
- 2012年 - ディビジョンI グループA 3位
- 2013年 - ディビジョンI グループA 優勝　トップ昇格
- 2016年 - トップディビジョン 8位　Div.1-A降格
- 2017年 - ディビジョンI グループA 優勝　トップ昇格
- 2019年 - トップディビジョン   8位
- 2020年 - トップディビジョン   コロナにより中止
- 2021年 - トップディビジョン 6位
- 2022年 - トップディビジョン 5位
- 2023年 - トップディビジョン 7位

### アジア冬季競技大会
- 1996年 - 準優勝
- 1999年 - 準優勝
- 2003年 - 準優勝
- 2007年 - 準優勝
- 2011年 - 準優勝
- 2017年 - 優勝

### チャレンジカップ・オブ・アジア
- 2010年 - 準優勝
- 2011年 - 優勝
- 2012年 - 優勝

### IIHFランキング
- 2007年 - 10位 (2345ポイント)
- 2008年 - 9位 (2420ポイント)
- 2009年 - 9位 (2465ポイント)
- 2010年 - 9位 (2435ポイント)
- 2011年 - 11位 (2320ポイント)
- 2012年 - 11位 (2285ポイント)
- 2013年 - 10位 (2315ポイント)
- 2014年(オリンピック後) - 9位 (2395ポイント)
- 2014年(世界選手権後) - 8位 (3395ポイント)
- 2015年 - 8位 (3230ポイント)
- 2016年 - 7位 (3005ポイント)
- 2017年 - 9位 (2720ポイント)
- 2018年(オリンピック後) - 8位 (3510ポイント)
- 2020年 - 6位
- 2021年 - 6位 (2840ポイント)
- 2022年 - 6位 (3620ポイント）

## 歴代ヘッドコーチ（監督）
- 板橋亨
- 佐藤弘一（-2008）
- 飯塚祐司（2008-2014）
- 藤沢悌史（2014-2016）
- 山中武司（2016-2018）
- 飯塚祐司（2018-）

## 代表選手
- 2018年平昌オリンピック登録メンバー[13]

| ゴールテンダー | ゴールテンダー | ゴールテンダー | ゴールテンダー                 | ゴールテンダー     |
| #              | 選手名         | キャッチ       | 所属チーム                     | 備考               |
| -------------- | -------------- | -------------- | ------------------------------ | ------------------ |
| 1              | 藤本那菜       | L              | ボルテックス札幌               |                    |
| 29             | 近藤真衣       | L              | フルタイムシステム御影グレッズ | オリンピック初出場 |
| 30             | 小西あかね     | L              | SEIBUプリンセス ラビッツ       |                    |

| ディフェンス | ディフェンス | ディフェンス | ディフェンス             | ディフェンス       |
| #            | 選手名       | ハンド       | 所属チーム               | 備考               |
| ------------ | ------------ | ------------ | ------------------------ | ------------------ |
| 2            | 小池詩織     | L            | 三星ダイトーペリグリン   |                    |
| 4            | 床亜矢可     | R            | SEIBUプリンセス ラビッツ |                    |
| 6            | 鈴木世奈     | L            | SEIBUプリンセス ラビッツ |                    |
| 7            | 堀珠花       | R            | トヨタシグナス           |                    |
| 8            | 細山田茜     | R            | 三星ダイトーペリグリン   | オリンピック初出場 |
| 9            | 竹内愛奈     | L            | Daishin                  |                    |
| 28           | 志賀葵       | L            | 帯広レディース           | オリンピック初出場 |

| フォワード | フォワード | フォワード | フォワード                     | フォワード             |
| #          | 選手名     | ハンド     | 所属チーム                     | 備考                   |
| ---------- | ---------- | ---------- | ------------------------------ | ---------------------- |
| 10         | 米山知奈   | L          | 三星ダイトーペリグリン         |                        |
| 11         | 足立友里恵 | L          | SEIBUプリンセス ラビッツ       |                        |
| 12         | 大澤ちほ   | R          | 三星ダイトーペリグリン         | キャプテン             |
| 13         | 藤本もえこ | L          | 三星ダイトーペリグリン         |                        |
| 14         | 床秦留可   | L          | SEIBUプリンセス ラビッツ       | オリンピック初出場     |
| 15         | 浮田留衣   | L          | Daishin                        |                        |
| 16         | 寺島奈穂   | L          | Daishin                        | オリンピック初出場     |
| 18         | 高涼風     | R          | 三星ダイトーペリグリン         | オリンピック初出場     |
| 19         | 獅子内美帆 | R          | トヨタシグナス                 |                        |
| 21         | 久保英恵   | R          | SEIBUプリンセス ラビッツ       | 代表最多得点記録保持者 |
| 22         | 岩原知美   | L          | SEIBUプリンセス ラビッツ       | オリンピック初出場     |
| 23         | 中村亜実   | L          | SEIBUプリンセス ラビッツ       |                        |
| 27         | 小野粧子   | L          | フルタイムシステム御影グレッズ | オリンピック初出場     |

### 過去の主な代表選手
- 高嶌遥 - 早稲田大学スポーツ科学部卒　元SEIBUプリンセスラビッツ～現スイスZSCライオンズ所属
- 菊池沙都 - 日本体育大学体育学部卒　　SEIBUプリンセスラビッツ所属
- 荒牧聖未 - 日本体育大学中退　元SEIBUプリンセスラビッツ所属　現女子競輪選手

## 関連書籍
- アイスホッケー女子日本代表の軌跡 氷上の闘う女神たち（著:神津伸子　双葉社 2014年1月23日 ISBN 978-4575306163）